# James Gall
Pour les articles homonymes, voir James Gall (hockey sur gazon) et Gall.

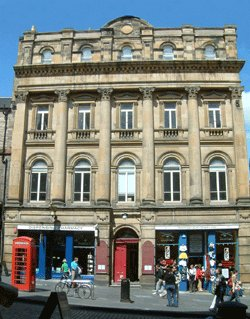
Centre Chrétien à Édimbourg, siège de la Carrubbers Close Mission fondée par James Gall.

James Gall (1808– 7 février 1895) est un pasteur écossais qui a fondé la Carrubbers Close Mission (en). À côté de ses écrits sur des sujets religieux, dans lesquels il exposait un point de vue non orthodoxe, il s'est intéressé à l'astronomie. Ce sont ses « Easy Guide to the Constellations » et « People's Atlas of the Stars » qui ont attiré l'attention du public sur lui.

## Points de vue sur la religion
La majeure partie du travail de Gall sur la religion est exposée dans un livre appelé « The Stars and the Angels » dans lequel non seulement il plaide pour l'existence d'autres planètes habitées, mais décrit le point de vue que Gabriel a eu sur son chemin du ciel à la terre pour annoncer à Marie qu'elle aurait un bébé à Noël prochain.
Un livre rare, mais important de Gall est « The Synagogue Not the Temple, the Germ and Model of the Christian Church », publié en 1890. Il y discute les fondations sur lesquelles l'Église Chrétienne a été modelée.

## Astronomie
Le principal ouvrage de Gall comme astronome traite des constellations. Dans une partie de ce livre est exposée la projection orthographique de Gall, un dérivé de la projection équivalente cylindrique de Lambert, pour projeter la sphère céleste sur un plan en évitant de déformer la forme des constellations. Il a aussi appliqué cette technique à la cartographie terrestre. Cette projection a été réinventée par Arno Peters en 1967 et adoptée par des organisations telles que l'UNESCO. Gall a aussi développé d'autres projections, telles que la projection stéréographique de Gall.

## Œuvre concernant les non-voyants
Le père de Gall, James Gall l'ancien (1784-1874), avait conçu un "alphabet triangulaire" utilisé par des livres pour les personnes non-voyantes.
Gall lui-même a imaginé des cartes utilisables par des non-voyants. Il a suggéré de combiner une impression en braille combinée avec de la ficelle pour indiquer les lignes. En 1851 un livre contenant une telle carte a été écrit par Gall et son partenaire Inglis. Ce livre utilisait des bordures en relief pour indiquer les frontières des régions et d'autres détails.
James Gall est enterré au Grange Cemetery à Édimbourg, près de son père.